# Clara Egger
Pour les articles homonymes, voir Egger.
Clara Egger, née le 2 janvier 1988, est une politologue française, enseignante-chercheuse en relations internationales.
Elle est candidate à l'élection présidentielle française de 2022 pour « Espoir RIC », un collectif visant à instaurer le référendum d'initiative citoyenne en France, à l'origine en 2024 de la fondation du parti « Solution Démocratique ».

## Biographie

### Jeunesse et études
Clara Egger a grandi en Ardèche. Admise à l'Institut d'études politiques de Grenoble en 2005, elle se spécialise en science politique et en relations internationales. Diplômée en 2010 du Master Organisation internationale, elle rejoint, comme volontaire, le projet « Cause commune », du Secours catholique, visant à expérimenter de nouvelles modalités de mobilisation des habitants des quartiers populaires.
En 2011, elle entame une thèse de sciences politiques à l’université Grenoble-Alpes. Son directeur de thèse est Yves Schemeil. Sa thèse traite du rôle de l’action humanitaire en politique internationale. Elle s’intéresse en particulier aux modalités de financement des organisations humanitaires et forge le concept d’« organisation néo-gouvernementale », désignant des organisations alignées sur les priorités politiques de leur État donateur. Elle obtient son doctorat en 2016. 

### Parcours professionnel
Ses travaux doctoraux, portant sur le financement des ONG humanitaires et leur rôle dans les pays en conflits, se sont vu attribuer le prix de la Fondation Croix-Rouge en 2014 et lui ont valu une place de finaliste au prix de la meilleure thèse européenne en sciences politiques.
Elle commence sa carrière dans diverses organisations non gouvernementales comme Handicap International, Voice et le Secours catholique-Caritas France. 
Recrutée comme responsable de la recherche au Centre d'enseignement et de recherche en action humanitaire (CERAH) à Genève, elle y coordonne le projet « Encyclopédie humanitaire ».
En décembre 2018, elle rejoint l'université de Groningue aux Pays-Bas, où elle est nommée professeure assistante en relations internationales. Elle y dirige le master « Erasmus Mundus » en action humanitaire internationale (NOHA).

## Travaux
Ses travaux portent principalement sur la gouvernance des crises (internationales et domestiques), les impacts des politiques de gestion de crise (incluant la violence politique) et la démocratisation de la politique internationale.
Clara Egger a coécrit plusieurs articles sur les déterminants du terrorisme islamiste, ces travaux donnant lieu à une controverse scientifique sur le poids de l’interventionnisme militaire français sur la recrudescence d’attentats qu’a connus le pays depuis 2015,,.
Depuis 2020, elle dirige le consortium européen Exceptius, financé par l’Agence néerlandaise pour la recherche et le développement de la santé (ZonMw (nl)), visant à analyser les modalités, déterminants et impacts des politiques de gestion de la pandémie de Covid-19 dans 32 pays européens.
Depuis 2021, elle est coéditrice en chef du Journal en action humanitaire internationale (Journal of International Humanitarian Action).
Elle publie en collaboration avec Raul Magni-Berton « Le référendum d’initiative citoyenne expliqué à tous », qui constitue la première pierre de son engagement en faveur de l’introduction de la démocratie directe en France. Clara Egger s’est depuis engagée sur ces questions aux Pays-Bas,. Ce double ancrage lui a valu de collaborer avec le réseau Democracy International.

## Engagements
Clara Egger est membre du collectif Cortecs visant à promouvoir le développement de la pensée critique et l’autodéfense intellectuelle. 
En 2019, elle milite en faveur de la revendication des Gilets jaunes sur le RIC, le référendum d'initiative citoyenne,.
En 2021, elle participe au collectif citoyen Espoir RIC 2022, dont elle est la candidate pour l’élection présidentielle de 2022 en vue d'instituer le référendum d'initiative citoyenne constituant,,,. Son directeur de campagne est Raul Magni Berton. Recueillant un nombre insuffisant de parrainages (36 sur 500 requis), elle ne parvient pas à valider sa candidature auprès du Conseil constitutionnel.
Le 17 novembre 2022, elle enregistre une pétition sur la plateforme dédiée de l'Assemblée nationale afin que le sujet du référendum d'initiative citoyenne constituant soit abordé en Commission des lois. La pétition a été classée par la Commission des lois en avril 2023. Elle cofonde le parti politique français Solution Démocratique en 2024.

### Publications
- 2019 : RIC Le Référendum d'initiative citoyenne expliqué à tous : Au cœur de la démocratie directe, éditions FYP
- 2022 : Pour que voter serve enfin. Manifeste pour une transition démocratique, éditions Talma Studios
- 2022 : ONG : organisations néo-gouvernementales : Aide humanitaire et impérialisme en Afrique, éditions Agone

### Vidéographie
- « Nous ne sommes pas en démocratie : comment changer concrètement le système - Clara Egger », 24 septembre 2022 (consulté le 17 octobre 2022)
- Magazine Nexus, « Ces professeurs de Sciences Po dénoncent le système politique – Clara Egger et Raul Magni-Berton », 4 décembre 2024 (consulté le 7 décembre 2024)